# Carlo XII di Svezia
Carlo XII (Stoccolma, 17 giugno 1682 – Fredrikshald, 30 novembre 1718) fu re di Svezia dal 1697 al 1718.
Carlo fu un militare eccezionalmente dotato e un maestro di tattica, nonché abile politico che fu in grado di introdurre importanti riforme legali e di tassazione. Dal 1700 fino alla morte condusse le sue truppe, i cosiddetti karoliner, in guerra contro la Danimarca, la Russia, la Confederazione polacco-lituana e la Sassonia, senza più ritornare a Stoccolma. Nel 1700, una triplice alleanza di Danimarca-Norvegia, Sassonia–Polonia-Lituania e Russia lanciò un attacco al protettorato svedese dell'Holstein-Gottorp e alle province di Livonia e Ingria, cercando di demolire la potenza dell'impero svedese, sfruttando l'inesperienza del giovane sovrano. In questo modo ebbe inizio la Grande guerra del Nord. Guidando il formidabile esercito svedese contro l'alleanza, dal 1706 Carlo riuscì a mettere in crisi tutte le forze nemiche a eccezione della potente Russia.
La successiva azione di Carlo d'invadere Mosca si concluse con una sconfitta dell'esercito svedese nelle battaglie di Poltava e di Perevolochna. Il re trascorse quindi alcuni anni in esilio nell'Impero ottomano prima di tornare ad attaccare la Norvegia, tentando ancora una volta di separare le forze danesi da quelle russe. Due campagne fallimentari si conclusero poi con la morte dello stesso Carlo XII durante l'assedio di Fredriksten nel 1718. In quel tempo, gran parte dell'impero svedese era sotto occupazione militare, anche se la Svezia propriamente detta rimaneva stato sovrano. Questa situazione venne successivamente formalizzata e moderata dal trattato di Nystad, che vide non solo la fine dell'Impero svedese ma anche della sua monarchia assoluta e della sua macchina da guerra così potente, dando vita all'età del governo parlamentare, tra le prime nazioni in Europa a raggiungere questa prospettiva sino alla salita al potere poi di Gustavo III che restaurerà a pieno il potere regio.

## Biografia

### I primi anni

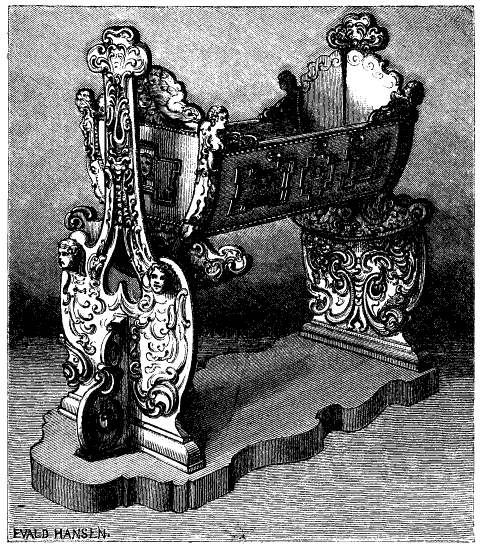
La culla di Carlo XII (incisione da Svenska Familj-Journalen del 1879)

Carlo nacque il 17 giugno 1682 a Stoccolma nel palazzo "Tre Kronor", figlio primogenito del re di Svezia Carlo XI (1655 – 1697) e della sua consorte Ulrica Eleonora di Danimarca (1656 – 1693). La sua ascendenza era di origini tedesche in quanto era membro della dinastia del Palatinato-Zweibrücken, un ramo collaterale dei Wittelsbach.
Al momento della sua nascita, suo padre scrisse nel suo diario:
Carlo XII di Svezia ricevette sin dalla sua gioventù una formazione completa. Tra i suoi insegnanti in particolare ricordiamo il professore dell'Università di Uppsala, Andreas Nicolai, il consigliere di stato Thomas Polus, il ciambellano Gustaf Cronhielm, l'ufficiale del reparto del genio Carl Magnus Stuart e il vescovo Erik Benzelius il vecchio. Carlo XII era un bambino molto dotato per lo studio e apprese facilmente il latino, il tedesco, e il francese; fu inoltre istruito nelle questioni teologiche. Sul campo, più tardi, imparò anche il finlandese, per poter essere capito da una parte dei suoi soldati che provenivano da quelle terre. Le sue più grandi passioni furono la matematica e le materie militari; si allenava anche fisicamente sempre per questo scopo. Alla morte della madre Ulrica Eleonora, nel 1693, essendo suo padre occupato dal governo dell'impero svedese, la regina madre Edvige Eleonora, sua nonna paterna, ebbe in gestione l'educazione del giovane principe e delle sue due sorelle, sviluppando con loro un forte rapporto.
Carlo XI, cosa abbastanza rara per quei tempi, introdusse sin da subito il figlio alla gestione dello stato. Lo portava alle ispezioni militari e alle sedute del Consiglio del re, facendo sì che il giovane principe ereditario fosse pronto a svolgere il suo ruolo che gli sarebbe spettato alla sua morte.
Già da giovane il futuro Carlo XII si contraddistinse per l'impenetrabilità e la compostezza, quasi glacialità, dei modi. Solo una volta si abbandonò a eccessi distruttivi e crudeli. Durante una visita del quasi coetaneo principe ereditario di Danimarca Federico, il quattordicenne Carlo si divertì con lui a sfasciare i mobili delle sale del palazzo reale, a scaraventare i piatti e, macabro divertimento, a provare le lame delle spade decapitando cani, capre e altri animali per poi gettarne le teste sanguinanti dalle finestre.

### L'ascesa al trono

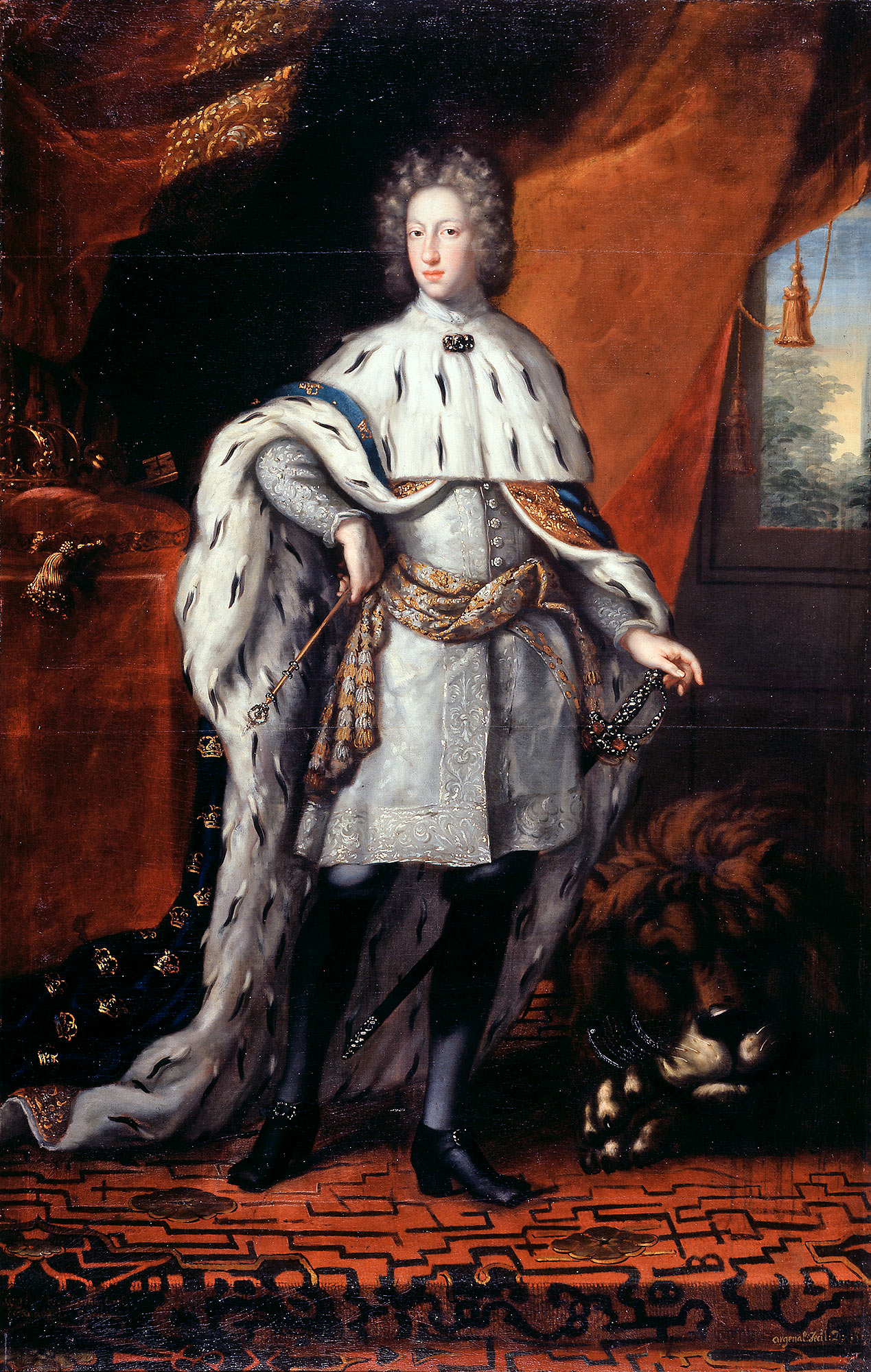
Ritratto di Carlo XII nelle vesti dell'incoronazione nel 1697 -olio su tela - Museo nazionale di Stoccolma.

Alla morte di suo padre, Carlo gli succedette al trono di Svezia col nome di Carlo XII. Carlo XI, già prima di morire, aveva dato disposizioni perché il nuovo consiglio di stato, che avrebbe dovuto coadiuvare il giovane sovrano, avesse per presidente Bengt Gabrielsson Oxenstierna e per membri Christopher Gyllenstierna, Fabian Wrede, Nils Gyldenstolpe e Lars Wallenstedt, tra i suoi collaboratori più fidati.
Il consiglio di governo si dimostrò troppo ingerente nelle questioni di governo, senza lasciar spazio all'iniziativa del giovane re. Carlo XII venne incoronato re di Svezia il 29 novembre 1697 all'età di 15 anni, con una fastosa cerimonia che si tenne nella cattedrale di Stoccolma, alla quale prese parte anche l'arcivescovo Olaus Swebilius. Come primo vero atto di affermazione di indipendenza, Carlo XII pretese di incoronarsi personalmente, ribadendo la sua piena autorità di sovrano.

### I primi anni di regno
Malgrado la situazione pacifica dei primi anni di regno, Carlo XII visse un'epoca piuttosto difficile per l'amministrazione dello stato, sia internamente che esternamente. Inesperto nell'arte di governare, ma non sprovveduto, seguì le orme paterne conducendo una vita semplice, ma di continuo lavoro. Come suo padre, egli era scettico nei confronti dei vecchi consiglieri reali e a questi fece perdere quasi tutta l'influenza di cui godevano a corte. Il re, ancora molto giovane, era timido e introverso; ben presto decise di servirsi di personaggi valenti da porre in posizioni di potere come Carl Piper, che pose alla gestione degli affari interni, e Thomas Polus, sulla politica estera (questi risultò una figura fondamentale anche per decidere un eventuale matrimonio del sovrano).
Nell'ambito della politica estera, Carlo XII cercò di seguire l'orientamento di suo padre rimanendo neutrale in gran parte dei conflitti scoppiati in Europa occidentale all'epoca, mantenendo una stretta amicizia con tutte le potenze marittime più importanti come Inghilterra e Paesi Bassi e, in parte, anche con la Francia.
Il suo nemico principale fu sempre la Danimarca, che era una secolare spina nel fianco per l'espansione della Svezia.

### La grande guerra del nord

#### Antefatto
Nel marzo del 1700 ebbe inizio la Grande guerra del Nord. Inaspettatamente la Svezia fu attaccata da Danimarca-Norvegia, Sassonia/Polonia e Russia. Già nell'ottobre 1698 Augusto II di Polonia e Federico IV di Danimarca avevano stipulato un'alleanza offensiva nei confronti della Svezia, alla quale più tardi aderì anche Pietro il Grande di Russia. Dopo una prima vittoria gli alleati progettarono di spartirsi le province del Baltico orientale in mano svedese fin dal 1611.
I nemici della Svezia avevano tuttavia sottovalutato il rischio di attaccare una grande potenza militare europea. Essi contavano su una vittoria facile e rapida, in base all'inesperienza e alla giovane età del sovrano e s'immaginavano un timoroso esercito svedese guidato da un comandante privo di esperienza militare.

#### La sconfitta della Danimarca
Nella primavera del 1700 Carlo XII si trovò ad affrontare la coalizione per difendere il suo paese. La sua strategia fu semplice: concentrare le sue forze contro un nemico alla volta, costringerlo alla pace e poi volgersi contro un altro.

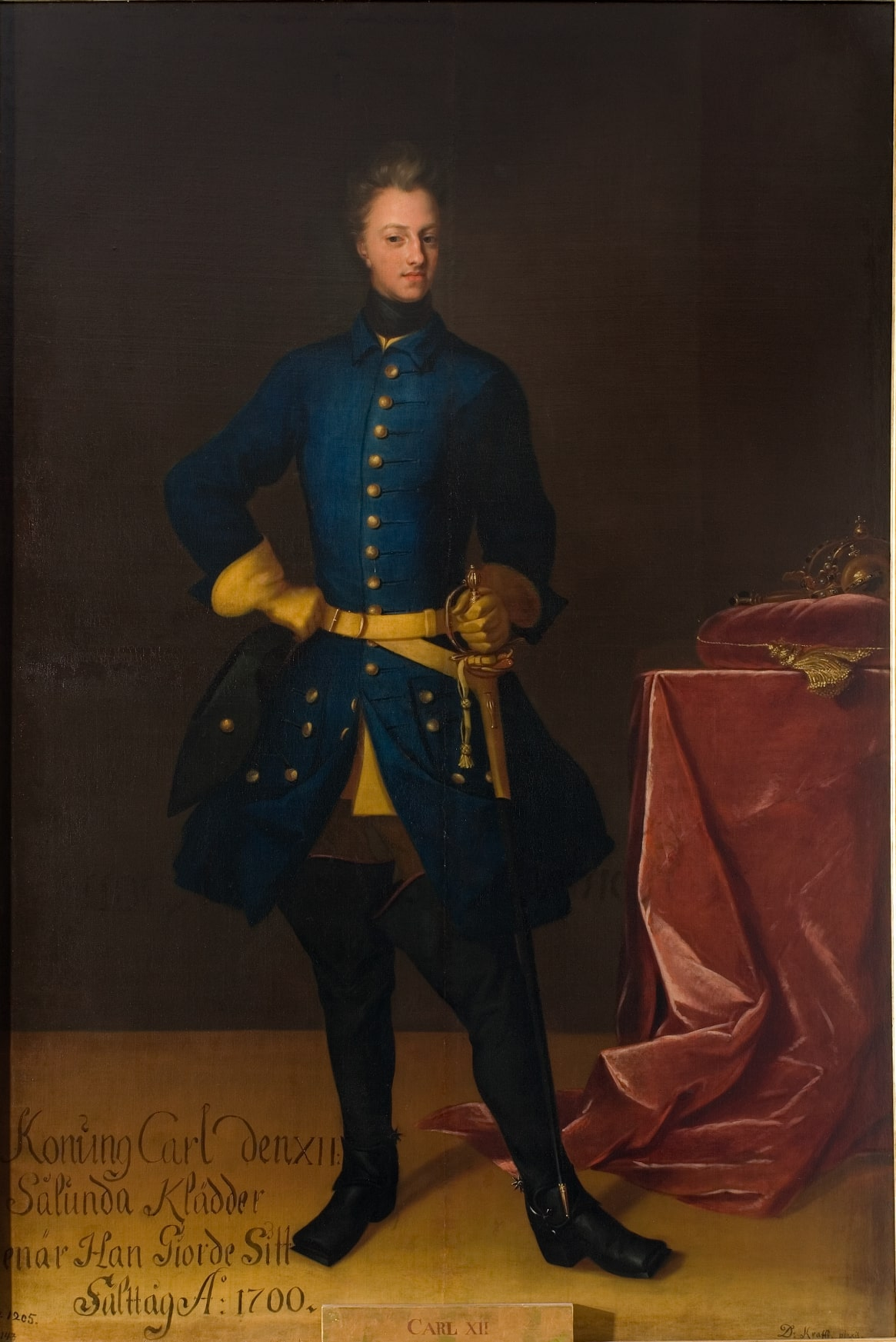
Carlo XII di Svezia in un ritratto del 1700, attribuito a David von Krafft, Museo nazionale di Stoccolma.

Le ostilità iniziarono con l'attacco di suo cugino Federico IV di Danimarca al ducato di Holstein-Gottorp, alleato della Svezia e governato da un cognato di Carlo XII. Carlo approfittò dell'assenza dell'esercito danese, impegnato nell'Holstein, sbarcando il 23 luglio 1700 sull'isola principale danese con l'aiuto della flotta anglo-olandese: circondò Copenaghen e ne iniziò l'assedio. Il monarca danese si trovò subito in una difficile situazione: la sua piccola flotta doveva fronteggiarne una molto più forte, la capitale del suo stato era sotto assedio e il suo esercito piuttosto lontano. In questa situazione disperata Federico IV concluse il 18 agosto la pace di Traventhal con la Svezia. Lo status quo ante fu ripristinato e la Danimarca uscì dalla coalizione antisvedese.

#### La prima campagna contro la Russia
Carlo si volse quindi contro i rimanenti avversari, Pietro e Augusto. Entrambi stavano per attaccare i possedimenti svedesi sul Baltico. Augusto il Forte aveva iniziato a metà di luglio l'assedio di Riga, ma dopo la notizia della sconfitta dei danesi interruppe scoraggiato la sua azione, senza aver concluso nulla. La Russia incominciò nell'agosto del 1700 con l'attacco all'Estonia e a settembre diede inizio all'assedio alla fortezza svedese di Narva.
Carlo XII si decise ad attaccare i russi: nella battaglia di Narva sconfisse con circa ventimila soldati un esercito russo numericamente molto superiore. Nell'attacco alle linee russe, celati da una provvidenziale tempesta di neve, gli svedesi riuscirono a dividere in due lo schieramento russo e lo misero in rotta. Molti soldati russi, in gran parte reclute, fuggendo finirono nel fiume Narva e vi annegarono, mentre la parte rimanente fuggì disordinatamente verso Novgorod ove ben pochi arrivarono: la maggior parte di essi disertò o morì di freddo o di fame durante la fuga.
La battaglia di Narva fu una delle maggiori vittorie della storia militare svedese. Alla fine dell'anno Carlo XII aveva difeso con successo la Svezia e cacciato dai suoi territori tutte le truppe nemiche.

#### La campagna contro la Sassonia

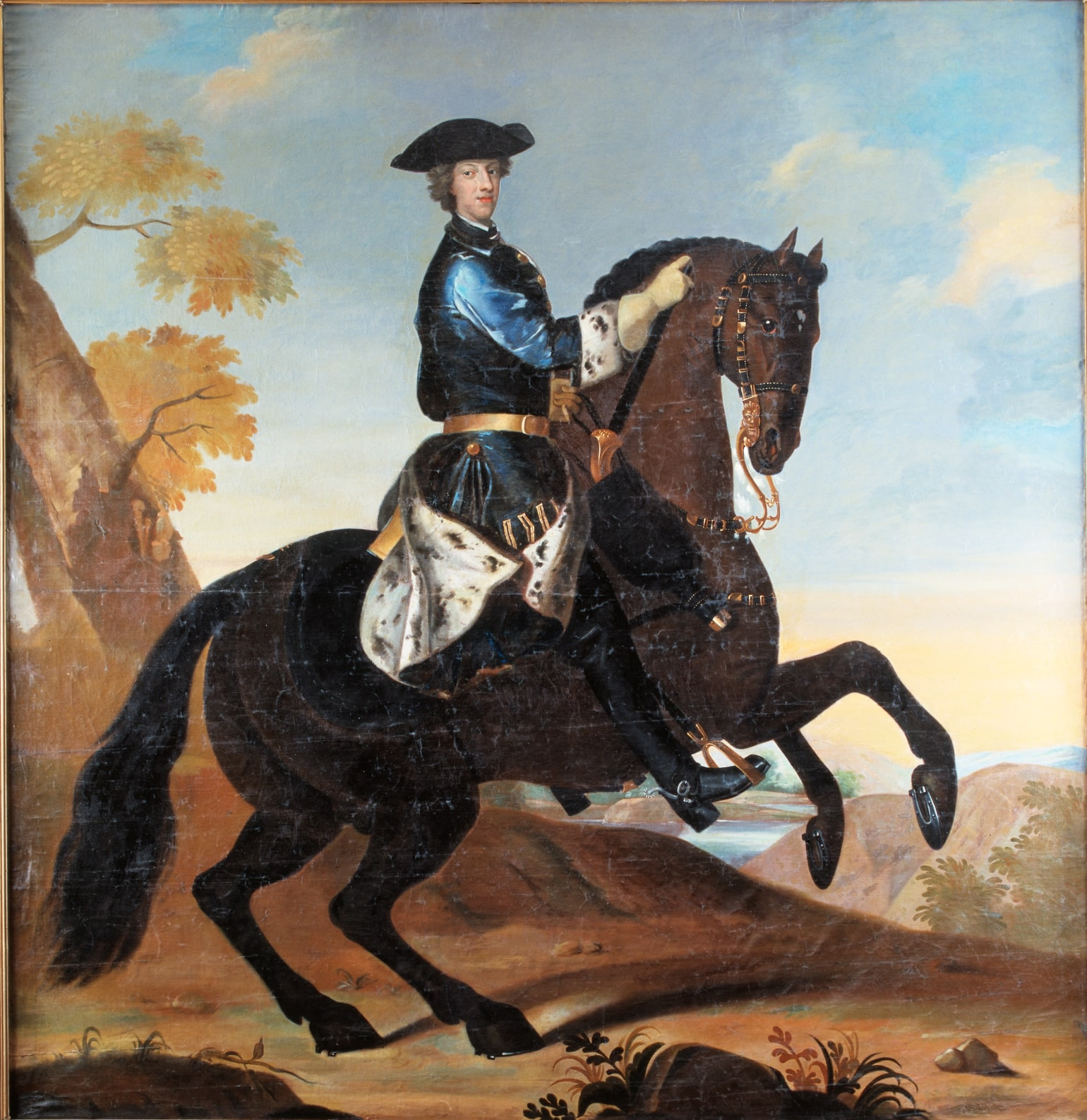
Il re a cavallo durante una campagna militare

Anziché inseguire l'esercito russo dopo la battaglia di Narva fino a costringere lo zar Pietro alla pace, Carlo XII si volse contro il terzo nemico, Federico Augusto I di Sassonia-Polonia. Egli invase la Polonia, conquistò Varsavia, sconfisse le truppe di Augusto nella battaglia di Klissow (9 luglio 1702), occupò Cracovia, l'antica città reale polacca e conquistò Thorn.
Nel 1697 la Dieta di Polonia aveva eletto Federico-Augusto I di Sassonia re di Polonia con il nome di Augusto II di Polonia. Le devastazioni della guerra spinsero parte della nobiltà polacca a reclamare la pace con la destituzione di Augusto e la proclamazione di un nuovo re di Polonia. Carlo XII approfittò di queste sollecitazioni e propose alla Dieta di Varsavia un suo candidato: Stanislao Leszczyński, (20 ottobre 1677 – 23 febbraio 1766), nobile polacco e conte del Sacro Romano Impero, che riuscì facilmente a imporre sugli altri candidati. Dopo la deposizione di Augusto come re di Polonia, Carlo XII vide che questi dalla Sassonia continuava a trarre nuove forze armate e quindi decise di attaccarlo direttamente: l'occupazione del Ducato di Sassonia e l'incombente bancarotta dello stato sassone indussero il 13 ottobre 1706 il sempre influenzabile Consiglio Segreto a sottoscrivere un trattato di pace con gli svedesi, il trattato di Altranstädt. Il 31 dicembre 1706 Augusto II sottoscrisse il trattato di pace redatto in sua assenza e la rinuncia al trono di Polonia e Lituania.

#### La seconda campagna contro la Russia

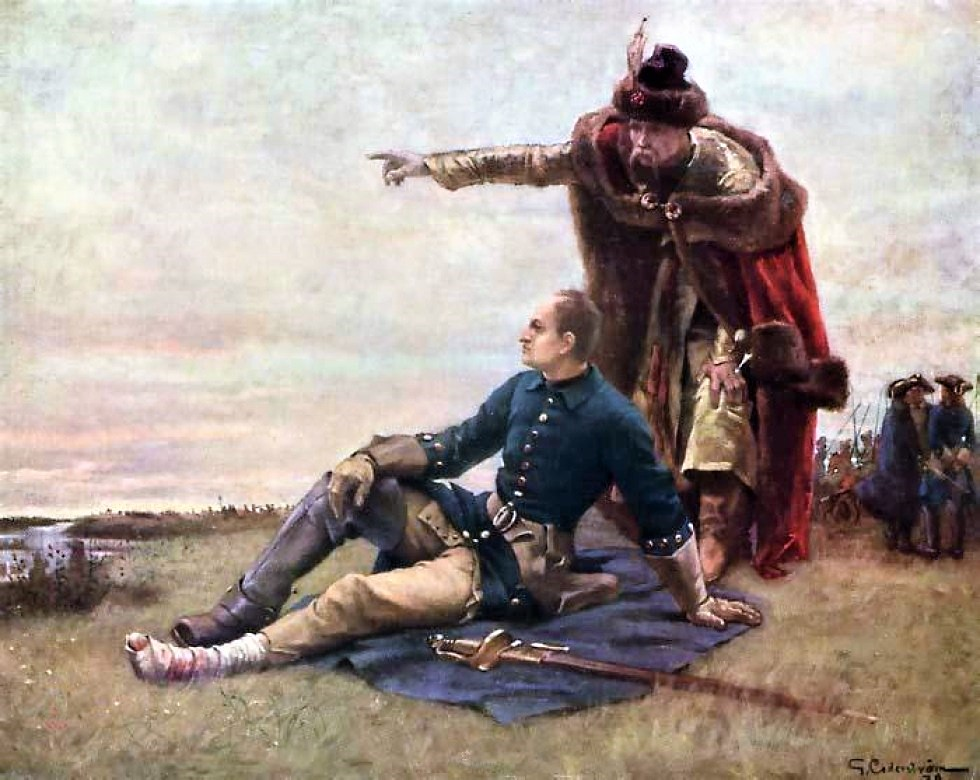
Carlo XII e Mazepa presso il fiume Dnieper dopo la Battaglia di Poltava, dipinto di Gustaf Cederström

Carlo XII quindi si volse nuovamente contro lo zar Pietro il Grande il quale, nel frattempo, era riuscito a riprendersi l'Estonia e l'Ingria. Per non fare delle rive del Baltico un'altra volta un campo di battaglia e per ottenere una vittoria definitiva sui russi, diresse le sue truppe su Mosca. Carlo XII sconfisse Pietro il Grande nella battaglia di Golovchin il 3 luglio 1708 ma subì la sua prima disfatta nella battaglia di Lesnaya il 28 settembre dello stesso anno, quando Pietro sbaragliò l'ala sinistra dell'armata svedese mentre quest'ultima cercava di raggiungere il corpo principale dello schieramento a Riga. Carlo fu così costretto a rinunciare a marciare su Mosca e si accinse a invadere l'Ucraina.
Pietro allora utilizzò la tecnica della "terra bruciata", per impedire all'esercito di Carlo di rifornirsi sul luogo. Di conseguenza la marcia attraverso l'Ucraina non fu facile e l'esercito svedese, attraversato il fiume Dnepr, dovette ripiegare verso sud, verso l'Ucraina cosacca, ove sperava di ottenere aiuti e rinforzi dall'amico atamano dei cosacchi Ivan Mazeppa, nella sua città di Baturyn. La sfortuna si accanì contro gli svedesi: l'inverno 1708 / 1709 fu uno dei più rigidi dell'ultimo mezzo millennio in tutta Europa e le perdite di vite di soldati svedesi per congelamento furono impressionanti. A completare il quadro, i russi rasero al suolo la città di Baturyn, cosicché quando Carlo XII accompagnato dal Mazeppa, che imprudentemente aveva diviso le sue forze fra la difesa della città e il campo di battaglia, vi giunse ma non trovò né le armi né i vettovagliamenti che si aspettava. All'inizio di aprile del 1709 Carlo XII pose l'assedio alla città di Poltava sul fiume Worskla, un affluente del Dniepr, ma i difensori russi resistettero per ben 87 giorni, fino all'arrivo dell'esercito russo. La battaglia si sviluppò in scontri e scaramucce dal 16 al 28 giugno 1709.
Ma il giorno 17 giugno, durante una ricognizione, Carlo XII fu ferito da una pallottola a un piede in modo tale che non poteva né cavalcare né procedere appiedato, dovendo invece essere trasportato su una portantina o in carrozza, così che la sua operatività di comandante in battaglia ne risultò fortemente menomata. Affidato il comando operativo del suo esercito al feldmaresciallo svedese Carl Gustav Rehnskiöld, Carlo XII decise di attaccare i russi il giorno 29 giugno ma il mal ridotto esercito svedese e la cavalleria cosacca di Mazeppa ne uscirono pesantemente sconfitti: Carlo stesso fu catturato dal nemico e solo l'ardimento di un ufficiale della cavalleria riuscì poco dopo a sottrarlo al nemico. L'esercito svedese in rotta si divise in due parti e quella meno numerosa, di circa 1.000 svedesi e 2.000 cosacchi, riattraversò il Dniepr per dirigersi verso la Moldavia ottomana, mentre il restante corpo, al comando del conte Lewenhaupt (circa 14.000 uomini) scese verso sud lungo la sponda sinistra del Dnepr. I primi riuscirono a raggiungere il fiume Bug, ma nel corso delle operazioni di traghetto furono attaccati dai russi e solo qualche centinaio di svedesi con il re e il Mazeppa riuscì ad attraversare il fiume e a riparare presso il sultano Ahmed III (1673 – 1736).

#### La "cattività" turca
I turchi all'inizio accolsero cordialmente Carlo XII, permettendogli di accamparsi ai piedi della fortezza di Bender: la sua presenza provocò anche una guerra dell'impero ottomano contro la Russia. L'ospitalità tuttavia si trasformò in una specie di prigionia durante la quale i vecchi nemici rialzarono il capo e approfittando della sua assenza Russia e Sassonia si ripresero i territori perduti e ne conquistarono altri a spese della Svezia: l'Inghilterra ottemperò tiepidamente ai suoi doveri di alleato solo fino all'invio di una squadra navale nel Baltico, mentre la Prussia attaccò i possedimenti svedesi in territorio tedesco, la Russia occupò la Finlandia e Augusto II salì nuovamente sul trono polacco, che conservò fino alla morte (1733). Nel 1714 Carlo XII riuscì finalmente ad andarsene dalla sua prigionia dorata e cavalcando per quindici giorni attraverso l'Europa travestito da semplice ufficiale tedesco raggiunse la Pomerania anteriore, ove nel frattempo i danesi avevano occupato l'isola di Rügen. Entrato nella città di Stralsund, questa subì l'assedio da parte di un esercito misto di truppe danesi, sassoni, prussiane e russe: divenuta insostenibile la resistenza, Carlo si trasferì a Lund nella Scania.

### La morte misteriosa

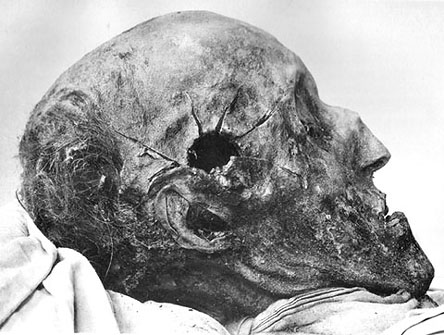
Fotografia del corpo di Carlo XII scattata durante l'autopsia condotta nel 1916

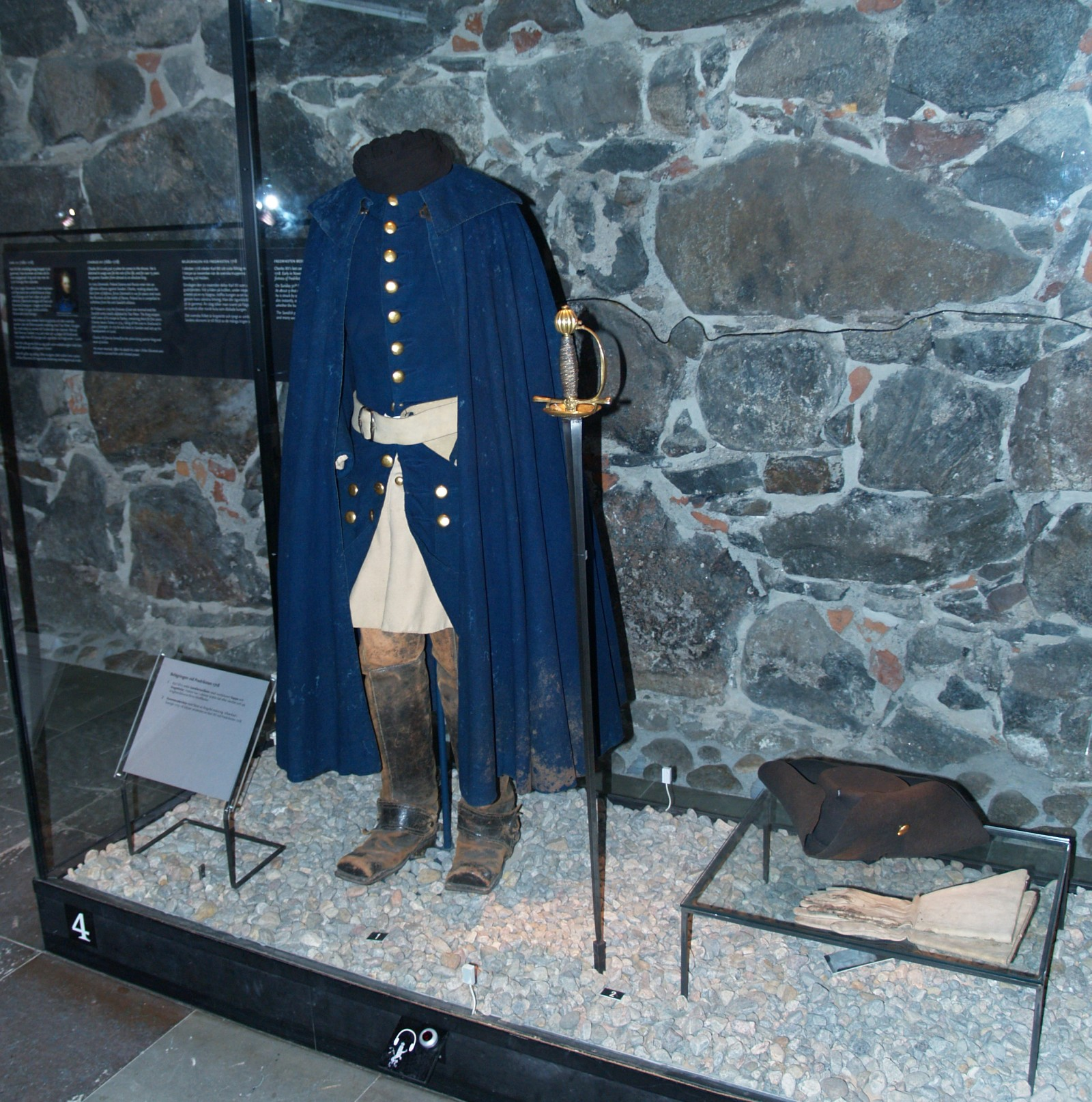
Le vesti indossate da Carlo XII al momento della sua morte (oggi conservate presso il museo nazionale di Stoccolma)

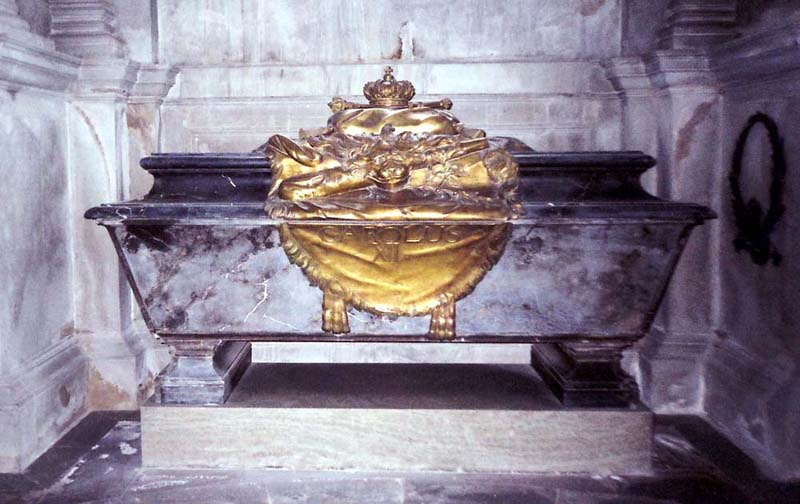
Il sarcofago di Carl XII nella chiesa di Riddarholmen, Stoccolma

Nel 1718 Carlo ancora una volta decise d'invadere la Norvegia. Le forze a sua disposizione comprendevano 40.000 uomini, che mossero assedio alla potente fortezza di Fredriksten, sovrastante il villaggio confinario di Fredrikshald (o all'epoca "Cristiania" per parte danese). Mentre ispezionava le trincee che chiudevano il perimetro della fortezza, il 30 novembre 1718 Carlo venne ucciso da un proiettile che lo colpì al capo. Lo sparo trapassò la sua testa da parte a parte, entrando dalla tempia destra e fuoriuscendo da quella sinistra, distruggendo gran parte del cervello nel passaggio. Senza più un capo, l'invasione venne abbandonata e il corpo di Carlo venne riportato in terra svedese. Un altro corpo d'armata al comando di Carl Gustaf Armfeldt marciava contro Trondheim con 10.000 uomini da quattro mesi, quando ricevettero l'ordine di ritirarsi. Con i 5.800 uomini rimasti, Armfeldt iniziò la ritirata verso la Svezia seguendo il percorso più breve, ma più rischioso, valicando i monti del Tydal. Li sorprese una bufera di neve che decimò l'armata già stremata dalla campagna di Trondheim, solo 2.100 soldati arrivarono vivi a Duved. La disastrosa ritirata è nota come "catastrofe del monte Øy" o "marcia della morte dei carolini".
Le esatte circostanze della morte di Carlo XII non sono ancora oggi chiare. Malgrado le molteplici investigazioni sul campo di battaglia, sul corpo di Carlo stesso e sui suoi vestiti, ancora oggi non si sa esattamente da chi sia stato colpito e se il colpo sia provenuto dalle file nemiche o dai suoi stessi uomini. Una teoria popolare non comprovata asserirebbe che Carlo XII sarebbe stato fatto uccidere da suo cognato Federico, marito di sua sorella Ulrica Eleonora, per ascendere al trono svedese. Secondo la leggenda l'omicidio sarebbe stato commesso materialmente dall'aiutante di campo di Federico, André Sicre, il quale confessò l'omicidio durante uno stato di delirio febbrile contratto in seguito.
Molte sono le teorie su come Carlo XII sia morto quella notte, ma nessuna di queste ancora oggi ha trovato una prova che la confermi; anche se solitamente nelle ispezioni il re era circondato di uomini di fiducia, secondo le fonti il re si trovava solo al momento della sua morte. La teoria oggi maggiormente accettata dagli storici vuole che Carlo XII sia stato ucciso dai nemici, in quanto sarebbe stato molto facile per un fuciliere danese raggiungerlo da quella posizione. Altre possibilità possono essere ricercate all'interno dell'esercito svedese: molti uomini infatti volevano finalmente il termine della guerra che perdurava ormai da tanti anni e molti ricchi aristocratici erano contrari alla tassa del 17% sul capitale recentemente introdotta dallo stesso sovrano.
Un'altra teoria sulla morte di Carlo XII è emersa a opera dello scrittore finlandese Carl Nordling, il quale asserisce che il chirurgo del re, Melchior Neumann, avesse sognato il re e questi gli avrebbe detto in sogno che non era morto per uno sparo proveniente dalla fortezza, bensì da "uno che mi sta vicino". Il corpo di Carlo XII venne riesumato per ben tre volte per accertarne le cause della morte, nel 1746, nel 1859 e nel 1917.
A Carlo successe, come regina, la sorella Ulrica Eleonora. Per quanto riguarda il ducato del Palatinato-Zweibrücken era necessario (per la Legge Salica) un erede maschio così a Carlo successe come regnante il cugino Gustavo Leopoldo. Georg Heinrich von Görtz, primo ministro di Carlo, venne decapitato nel 1719.

### Dopo Carlo XII
Con Carlo XII finì la posizione di grande potenza della Svezia e la duratura lotta per la supremazia sul mar Baltico. Dopo la Grande guerra del nord fu la Russia a subentrare alla Svezia come grande potenza nel contesto europeo.
Il giudizio su Carlo XII come stratega nella storia militare è controverso. È vero che egli fu un grande tattico, ma è difficile che venga considerato un grande stratega, capace di avere una visione più generale, come dimostrano i suoi sei anni di continua campagna in Polonia che resero possibile la ripresa e poi l'ascesa della Russia. Inoltre fu anche un cattivo diplomatico, incapace di sfruttare le vittorie: egli aveva infatti più volte rifiutato la pace quando si trovava in una posizione di forza (per esempio Augusto II gli aveva più volte, fra il 1701 ed il 1702, offerto la Curlandia e la Livonia, oltre a un'alleanza contro Pietro il Grande).
Alla fine del regno di Carlo XII, annotò un viaggiatore olandese, era raro, nei villaggi, trovare un uomo giovane, a meno che non fosse un soldato. Questo a indicare la situazione demografica alla fine di un regno che aveva visto la Svezia svuotata degli uomini atti alle armi.
Altro aspetto da considerare è quello economico: Carlo XI lasciò un regno con il bilancio in attivo, mentre il figlio, a causa dei continui sforzi bellici, lasciò una situazione finanziaria disastrosa, con le casse dello stato pesantemente indebitate.
Carlo XII perseguì il suo scopo illusorio di rendere la Polonia e la Russia suoi vassalli. Dopo neanche cent'anni dalla sua morte, la Svezia aveva perso il suo status di grande potenza e tutti i possedimenti svedesi sul mar Baltico al di fuori del territorio nazionale (Finlandia inclusa).
La sua astinenza da alcolici e donne fu eccezionale, tanto che i Turchi dissero che, se avessero avuto un comandante come lui, avrebbero potuto conquistare il mondo. Ancora oggi gli storici discutono se fosse omosessuale, autoerotico o un fanatico religioso. Dopo la vittoria di Narva il suo scopo fu chiaro: solo in guerra si sentiva appagato. I suoi contemporanei gli riconoscevano la grande capacità di sopportare il dolore e la totale mancanza di emotività.

## Ascendenza
|                                      |                           |                                  | Genitori                                   |  |  | Nonni |  |  | Bisnonni                                              |  |  | Trisnonni                             |  |
|                                      |                           |                                  |                                            |  |  |       |  |  | Giovanni Casimiro del Palatinato-Zweibrücken-Kleeburg |  |  | Giovanni I del Palatinato-Zweibrücken |  |
|                                      |                           |                                  |                                            |  |  |       |  |  | Giovanni Casimiro del Palatinato-Zweibrücken-Kleeburg |  |  | Giovanni I del Palatinato-Zweibrücken |  |
|                                      |                           | Maddalena di Jülich-Kleve-Berg   |                                            |  |  |       |  |  | Giovanni Casimiro del Palatinato-Zweibrücken-Kleeburg |  |  |                                       |  |
| Carlo X Gustavo di Svezia            |                           |                                  |                                            |  |  |       |  |  | Giovanni Casimiro del Palatinato-Zweibrücken-Kleeburg |  |  |                                       |  |
|                                      |                           | Caterina di Svezia               | Carlo IX di Svezia                         |  |  |       |  |  |                                                       |  |  |                                       |  |
|                                      |                           | Caterina di Svezia               | Carlo IX di Svezia                         |  |  |       |  |  |                                                       |  |  |                                       |  |
|                                      |                           | Caterina di Svezia               | Anna Maria di Wittelsbach-Simmern          |  |  |       |  |  |                                                       |  |  |                                       |  |
| Carlo XI di Svezia                   |                           | Caterina di Svezia               |                                            |  |  |       |  |  |                                                       |  |  |                                       |  |
|                                      |                           | Federico III di Holstein-Gottorp | Giovanni Adolfo di Holstein-Gottorp        |  |  |       |  |  |                                                       |  |  |                                       |  |
|                                      |                           | Federico III di Holstein-Gottorp | Giovanni Adolfo di Holstein-Gottorp        |  |  |       |  |  |                                                       |  |  |                                       |  |
|                                      |                           | Federico III di Holstein-Gottorp | Augusta di Danimarca                       |  |  |       |  |  |                                                       |  |  |                                       |  |
| Edvige Eleonora di Holstein-Gottorp  |                           | Federico III di Holstein-Gottorp |                                            |  |  |       |  |  |                                                       |  |  |                                       |  |
|                                      |                           | Maria Elisabetta di Sassonia     | Giovanni Giorgio I di Sassonia             |  |  |       |  |  |                                                       |  |  |                                       |  |
|                                      |                           | Maria Elisabetta di Sassonia     | Giovanni Giorgio I di Sassonia             |  |  |       |  |  |                                                       |  |  |                                       |  |
|                                      |                           | Maria Elisabetta di Sassonia     | Maddalena Sibilla di Prussia               |  |  |       |  |  |                                                       |  |  |                                       |  |
| Carlo XII di Svezia                  |                           | Maria Elisabetta di Sassonia     |                                            |  |  |       |  |  |                                                       |  |  |                                       |  |
|                                      | Cristiano IV di Danimarca | Federico II di Danimarca         |                                            |  |  |       |  |  |                                                       |  |  |                                       |  |
|                                      | Cristiano IV di Danimarca | Federico II di Danimarca         |                                            |  |  |       |  |  |                                                       |  |  |                                       |  |
|                                      | Cristiano IV di Danimarca | Sofia di Meclemburgo-Güstrow     |                                            |  |  |       |  |  |                                                       |  |  |                                       |  |
| Federico III di Danimarca            | Cristiano IV di Danimarca |                                  |                                            |  |  |       |  |  |                                                       |  |  |                                       |  |
|                                      |                           | Anna Caterina del Brandeburgo    | Gioacchino Federico di Brandeburgo         |  |  |       |  |  |                                                       |  |  |                                       |  |
|                                      |                           | Anna Caterina del Brandeburgo    | Gioacchino Federico di Brandeburgo         |  |  |       |  |  |                                                       |  |  |                                       |  |
|                                      |                           | Anna Caterina del Brandeburgo    | Caterina di Brandeburgo-Küstrin            |  |  |       |  |  |                                                       |  |  |                                       |  |
| Ulrica Eleonora di Danimarca         |                           | Anna Caterina del Brandeburgo    |                                            |  |  |       |  |  |                                                       |  |  |                                       |  |
|                                      |                           | Giorgio di Brunswick-Lüneburg    | Guglielmo il Giovane di Brunswick-Lüneburg |  |  |       |  |  |                                                       |  |  |                                       |  |
|                                      |                           | Giorgio di Brunswick-Lüneburg    | Guglielmo il Giovane di Brunswick-Lüneburg |  |  |       |  |  |                                                       |  |  |                                       |  |
|                                      |                           | Giorgio di Brunswick-Lüneburg    | Dorothea di Danimarca                      |  |  |       |  |  |                                                       |  |  |                                       |  |
| Sofia Amelia di Brunswick e Lüneburg |                           | Giorgio di Brunswick-Lüneburg    |                                            |  |  |       |  |  |                                                       |  |  |                                       |  |
|                                      |                           | Anna Eleonora di Assia-Darmstadt | Luigi V d'Assia-Darmstadt                  |  |  |       |  |  |                                                       |  |  |                                       |  |
|                                      |                           | Anna Eleonora di Assia-Darmstadt | Luigi V d'Assia-Darmstadt                  |  |  |       |  |  |                                                       |  |  |                                       |  |
|                                      |                           | Anna Eleonora di Assia-Darmstadt | Maddalena di Brandeburgo                   |  |  |       |  |  |                                                       |  |  |                                       |  |
|                                      |                           | Anna Eleonora di Assia-Darmstadt |                                            |  |  |       |  |  |                                                       |  |  |                                       |  |